# Vladimír Labant
Vladimír Labant (* 8. Juni 1974 in Čadca) ist ein ehemaliger slowakischer Fußballspieler auf der Position eines Verteidigers.

## Karriere
Labant begann seine Karriere beim slowakischen Erstligisten MŠK Žilina, ehe er im Jahre 1993 zum Ligakonkurrenten Dukla Banská Bystrica wechselte. Nach 22 Einsätzen in der slowakischen Corgoň liga wechselte der junge Verteidiger wieder zu Žilina zurück. Bereits nach einer Saison wechselte Vladimír Labant im Jahre 1995 zum 1. FC Košice. Auch diesen Verein verließ er nach einem Jahr wieder und kehrte zu seinem alten Verein Dukla Banská Bystrica für ein Jahr zurück.
Im Jahre 1997 wechselte der Verteidiger schließlich ins Ausland – zu Slavia Prag. Hier zog der Fußballspieler rasch die Aufmerksamkeit anderer europäischer Fußballvereine auf sich und wurde schließlich von Slavias Stadtrivalen Sparta Prag im Jahre 1999 abgeworben. In der tschechischen Gambrinus Liga feierte Vladimír Labant mit diesen beiden Mannschaften seine ersten großen Erfolge. Mit Slavia Prag gewann er 1997 den tschechischen Pokalwettbewerb, mit Sparta Prag wurde er zwei Mal tschechischer Meister und spielte in der UEFA Champions League. In dieser Zeit wurde er zudem „Fußballer des Jahres der Slowakei“ im Jahre 2000.
Im Januar 2002 wurde Vladimír Labant vom englischen Erstligisten West Ham United gekauft. Vladimír Labant hatte jedoch mit Verletzungen zu kämpfen und bestritt nur sieben Spiele für den Verein, ehe er noch im selben Jahr wieder nach Prag zu Sparta zurückging. Hier wurde er 2003 zum dritten Mal tschechischer Meister, hatte allerdings auch mit Verletzungen – er brach sich im Training den Knöchel – zu kämpfen. Im Jahr 2005 kam Vladimír Labant schließlich erstmals nach Österreich zu VfB Admira Wacker Mödling und wechselte zu Saisonende zum österreichischen Rekordmeister Rapid Wien, wo er bis zum 5. Januar 2006 unter Vertrag stand. Mit Beginn der Frühjahrssaison wechselte Labant zu Spartak Trnava.
Vladimír Labant debütierte im März 1999 im Qualifikationsspiel für die Europameisterschaft 2000 gegen Rumänien in der slowakischen Nationalmannschaft. In der Folgezeit hatte er zahlreiche Länderspieleinsätze für die Slowakei, vor allem in den Qualifikationen für die Weltmeisterschaft 2002 und die Europameisterschaft 2004. Seit März 2004 folgten jedoch keine Berufungen mehr ins Nationalteam.

## Sportliche Erfolge
- 3 × Tschechischer Meister: 2000, 2001, 2003 (Sparta Prag)
- 1 × Tschechischer Pokalsieger: 1999 (Slavia Prag)